# Попільне
Попі́льне (в минулому  — Гофнунґсбурґ, Надеждине) — село в Україні, у Березанській селищній громаді Миколаївського району Миколаївської області. Населення становить 181 особу.

## Історія
Станом на 1886 у німецькій колонії Гофнунґсбург Олександрфельдської волості Одеського повіту Херсонської губернії мешкало 216 осіб, налічувалось 43 дворових господарства, існував лютеранський молитовний будинок.
7 (20) листопада 1917 року, відповідно до Третього Універсалу Української Центральної Ради, увійшло до складу Української Народної Республіки.  